# Катриэль, Хуан «Младший»
Хуан Катриэль «Младший» (ок. 1807 — 24 декабря 1866, провинция Буэнос-Айрес, Аргентина) — главный вождь пампасов из династии Катриэль в районе территорий, которые сегодня являются муниципалитетами Асуль и Олаваррия.

## Биография
Сын и преемник Хуана Катриэля «Старшего» (ок. 1770—1848). От своего отцая он унаследовал союз с лонко мапуче Кальфукурой, который он сам продолжал. Примерами этого союза теуэльче-мапуче являются битва при Сан-Хасинто и битва при Сьерра-Чика, в которых союз теуэльче/мапуче разгромил армию Буэнос-Айреса во главе с Бартоломе Митре из города Буэнос-Айрес.
Хуан Катриэль сотрудничал с губернатором Буэнос-Айрес Хуаном Мануэлем де Росасом с 1848 года до его падения в 1852 году. Позже, вместе со своим союзником Качулом, он помог Кальфукуре победить Мануэля Орноса в битве при Сан-Хасинто и Бартоломе Митре, военного министра государства Буэнос-Айрес, в битве при Сьерра-Чика и в битве при Сан-Хасинто в 1855 году.
Он также был близким другом вождей Качула и Лусио, чьи племена проживали в районе между Бланка-Чика, холмом Курико и берегами ручья Тапалькен, на территории нынешнего округа-муниципалитета Олаваррия.
Этот вождь жил на своих землях вместе с аргентинцами, пока не погиб 24 декабря 1866 года в битве с индейскими повстанцами, выступавшими против правительства провинции Буэнос-Айрес, сражаясь вместе с полковником Альваро Барросом и вождем Кентрелем.
Его преемником стал сын Сиприано Катриэль.